# 돗토리현 제2구
돗토리현 제2구(일본어: 鳥取県第2区)는 일본의 중의원 선거구이다. 1994년 일본 공직선거법 개정으로 신설되었다.

## 지역
- 요나고시
- 사카이미나토시
- 도하쿠군
  - 호쿠에이정
  - 고토우라정
  - 유리하마정
- 사이하쿠군
- 히노군